# Stimme des Herzens – Whisper of the Heart
Stimme des Herzens – Whisper of the Heart (jap. 耳をすませば, Mimi o Sumase ba, dt. „Wenn man die Ohren spitzt“) ist ein japanischer Zeichentrickfilm (Anime) des Studio Ghibli aus dem Jahr 1995. Er basiert auf dem gleichnamigen Manga von Aoi Hiiragi. Der Film ist November 2007 auf Deutsch erschienen.

## Handlung
Die 14-jährige Shizuku Tsukishima besucht die Mittelschule in Tama New Town, einem Außenbezirk von Tokio. Shizuku liest und schreibt gerne in ihrer Freizeit. Ihre Eltern wünschten sich lieber, dass sie sich mehr um die Schule kümmern würde. Eines Tages bemerkt Shizuku im Zug eine Katze, die an derselben Station aussteigt wie sie. Als sie ihr folgt, landet sie vor einem ziemlich seltsam aussehenden Laden. Als sie diesen betritt, macht Shizuku Bekanntschaft mit dem Ladenbesitzer, einem freundlichen alten Mann.
Nachdem sie den Laden wieder verlassen hat, trifft sie Seiji Amasawa, einen Jungen aus ihrer Schule. Seinen Namen hat sie schon sehr oft in den Buchkarten entdeckt, denn er hat bereits vor ihr jedes der Bücher, das sie gelesen hat, ebenfalls gelesen. Seiji ist der Enkel des Ladenbesitzers. Die ersten Treffen der beiden sind kurz und ungemütlich, letztendlich kommen sich die beiden langsam näher. Dabei erfährt Shizuku, dass Seiji gerne Geigenbauer werden möchte. Beschämt dadurch, dass sie keine ähnlichen Wünsche hat, beschließt sie, mit dem Schreiben eines Romans zu beginnen. Dies führt jedoch dazu, dass sie ihre Studien noch weiter vernachlässigt und dadurch weiter in der Schule zurückfällt.
Als Seiji sich auf eine Reise nach Italien macht, um dort ein Praktikum bei einem Instrumentenmacher zu absolvieren, ermutigt und unterstützt sein Großvater Shizuku bei ihrem Romanprojekt. Am Ende des Filmes beendet Shizuku ihre Geschichte und entschließt sich, auch ihre Schularbeiten wieder aufzunehmen. Seiji kommt nach etwa zwei Monaten aus Italien zurück und macht Shizuku einen Heiratsantrag für die spätere Zukunft, welchen sie mit Freuden akzeptiert.

## Veröffentlichung
Mimi o Sumase ba ist ein Manga von Aoi Hiiragi. Der Manga zählt zur Gruppe der Shōjo-Manga, ist also speziell für Mädchen geschrieben und erschien 1989 in Japan in Einzelkapiteln im Manga-Magazin Ribon. Der Shūeisha-Verlag brachte diese Einzelkapitel auch in einem Sammelband heraus.
Es existiert ebenfalls eine Fortsetzung, mit dem Titel Shiawase na Jikan (Happy Time). Die Fortsetzung spielt zwei Jahre später und handelt von Shizuku und Seiji.

## Hintergrund
Die Produktionskosten des Animes beliefen sich auf 800 Millionen Yen. Whisper of the Heart war der erste japanische Film, welcher mit Dolby Digital aufwarten konnte.
Während des Filmes übersetzt Shizuku das Lied Take Me Home, Country Roads ins Japanische für den Chor an ihrer Schule. Ebenfalls schreibt sie ihre eigene japanische Version des Liedes Concrete Road über ihre Heimatstadt in West Tokio. Diese Lieder spielen an verschiedenen Punkten in der Geschichte eine Rolle.
Der Roman, den Shizuku schreibt, ist ein Fantasieroman, in dem es um eine Katze namens Baron Humbert von Gikkingen geht. Sie sah diese Katze in Herrn Nishis Antiquitätenladen Chikyū-ya (dt. „Erdladen“). Hayao Miyazaki bat Aoi Hiiragi, eine Geschichte dazu zu schreiben, worauf Baron: Neko no Danshaku (バロン 猫の男爵, dt. „Baron: Katzenbaron“) entstand, der wiederum Vorlage des Ghibli-Films Das Königreich der Katzen wurde.
Der Film erschien deutsch synchronisiert am 26. November 2007 bei Universum Anime auf DVD, am 27. September 2013 auf Blu-ray. 2022 erschien eine japanische Fortsetzung als Live-Action-Kinofilm Whisper of the Heart von Regisseur Yūichirō Hirakawa.

## Synchronisation
Die Synchronisation übernahm die FFS Film- & Fernseh-Synchron GmbH in München.
| Rolle                       | Japanischer Sprecher (Seiyū) | Englischer Sprecher   | Deutscher Sprecher   |
| --------------------------- | ---------------------------- | --------------------- | -------------------- |
| Shizuku Tsukishima          | Yōko Honna                   | Brittany Snow         | Gabrielle Pietermann |
| Seiji Amasawa               | Kazuo Takahashi              | David Gallagher       | Max Felder           |
| Asako Tsukishima            | Shigeru Muroi                | Jean Smart            | Claudia Lössl        |
| Seiya Tsukishima            | Takashi Tachibana            | James Sikking         | Gerd Meyer           |
| Baron Humbert von Gikkingen | Shigeru Tsuyuguchi           | Cary Elwes            | Manou Lubowski       |
| Shirō Nishi                 | Keiju Kobayashi              | Harold Gould          | Erich Ludwig         |
| Yuko Harada                 | Maiko Kayama                 | Ashley Tisdale        | Jacqueline Belle     |
| Sugimira                    | Yoshimi Nakajima             | Martin Spanjers       | Johannes Wolko       |
| Shiho Tsukishima            | Yorie Yamashita              | Courtney Thorne-Smith | Maren Rainer         |

## Kritik
„Mit einem großen Gespür für Atmosphäre erzählt Yoshifumi Kondo […] die Geschichte der 14-jährigen Shizuku […]. Nur in wenigen Szenen gleitet der Film ins Fantastische ab, wenn Shizuku sich als Romanautorin versucht. Ansonsten aber bleibt er eng dem Alltäglichen verbunden und bringt die Gefühlswelten der beiden jugendlichen Protagonisten wunderbar auf den Punkt. Die realistisch gehaltenen Hintergrundzeichnungen beeindrucken durch ihren Detailreichtum und tragen vor allem durch das Spiel mit Lichtreflexen zur poetischen Stimmung der Geschichte bei, die nicht nur Shizuku, sondern auch dem Publikum zu Herzen geht.“

Das Lexikon des internationalen Films schreibt: „Japanisches Anime voller Romantik und tiefer Sehnsucht nach Glück, Liebe und Selbstverwirklichung.“